# Repicatalons de Smith
Calcarius pictus és una espècie d'ocell de la família dels calcàrids (Calcariidae) que cria en zones de tundra de l'est d'Alaska i zona limítrofa del nord-oest de la Colúmbia Britànica, i des del nord d'Alaska cap a l'est, a través del nord de Yukon fins al nord-est de Manitoba i nord d'Ontario. Passa l'hivern a praderies i camps de Kansas, Missouri. Oklahoma, Texas i nord de Louisiana. Rep en diverses llengües el nom de "repicatalons de Smith" (Anglès: Smith's Longspur. Espanyol: Escribano de Smith).